# Championnat national des bagadoù 2015

Répartition des différents terroirs pour 2015 :
Première catégorie
Seconde et quatrième catégories
Troisième catégorie

Le championnat national des bagadoù 2015 est la 66e édition des rencontres annuelles des bagadoù. La fédération Sonerion (BAS) organise tous les ans depuis 1949 ce championnat regroupant les bagadoù adhérents à la fédération.
Cette édition voit le Bagad Cap Caval être sacré champion de Bretagne, après trois titres consécutifs de vice-champion derrière le Bagad Kemper.

## Première catégorie

### Préparation
Le championnat de première catégorie se déroule en deux manches dans les mêmes lieux que les éditions précédentes, la première étant organisée le 8 février 2015 à Brest, et la seconde le 8 août 2015 à Lorient. Le champion en titre et lauréat consécutif des quatre championnats précédents, le Bagad Kemper, fait figure de favori. Les observateurs attendent aussi les résultats du Bagad Melinerion, lauréat de l'émission La France a un incroyable talent sur M6 presque deux semaines seulement avant le concours de Brest.
Concernant la composition de la première catégorie, le Bagad Karaez intègre pour la première fois la première catégorie et le Bagad Beuzeg ar C'hab la retrouve après deux ans d’absence.

### Épreuve d'hiver à Brest

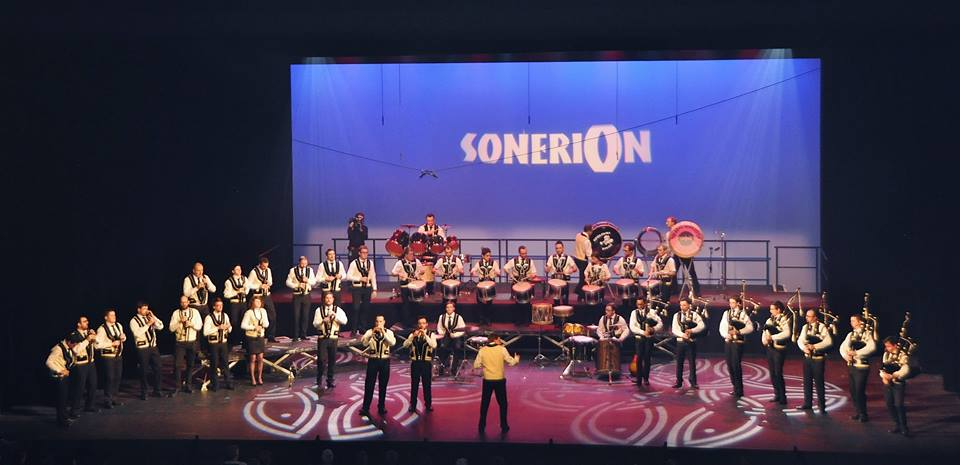
La Kerlenn Pondi au Quartz

Le concours a lieu dans la salle du Quartz à Brest le 8 février 2015. Plus de 700 sonneurs se succèdent devant plus de 1 500 spectateurs. L'épreuve est par ailleurs retransmise comme lors des éditions précédentes en direct via Internet par la chaîne de télévision France 3 Bretagne et le site An Tour Tan. Plus de 15 000 internautes se connectent en direct.
Chacun des 15 bagadoù participant présente une suite d'une dizaine de minutes autour des terroirs du Léon (Bro Léon, Bro Pagan) ainsi que les pays situés à l'Ouest (Plougastell, Kernevodez, Kraozon, Bro ar C'hap) et les îles (Ouessant, Sein). Il s’agit d’un répertoire moins exploré par les bagadoù. Pour le président du jury, Bob Haslé, c'est l’occasion de revisiter un territoire « trop longtemps contrarié, particulièrement dans le Léon, sous l’influence de l’Église ».
Le champion en titre, Kemper, s'ancre dans le bas Léon : Bennherez Follet, rond de Landéda, Son ar Ribot, gavotte du Bas Léon et dañs round. Cap Caval propose une illustration musicale de la légende du Pont Krac'h (le pont du diable). Le cantique Anjelus an amzer Fask (l'angélus du temps de Pâques) situe pour commencer Maître Uguen, le meunier de la légende, à proximité de la chapelle de Prad Paol. Puis le pénible labeur du meunier est représenté par une gavotte du Bas-Léon, suivie de la mélodie Intañv al lochen (le veuf de la maison), illustrant le pacte avec le diable, et enfin une suite de ronds de Landéda, marquant le travail de construction du pont par le diable, la confrontation finale du meunier et du diable et la furie du démon, berné par Maître Uguen.
La suite des Melinerion, Top Keff, est bâtie autour d'une mélodie centrale, An disput, venue d'Ouessant, d'une danse Keff et de ronds de Landeda. Les vannetais, qui passent en premier, sont déçus par leur 9e place, quatre de moins que l'édition précédente, mais ils obtiennent le trophée Arvester du public. La suite du bagad Brieg s'articule autour du thème Son Ar Pense, du Cap Sizun. La suite de Beuzeg Ar C'hab porte également sur son terroir du Cap Sizun. La suite du Moulin-Vert est le fruit d'un collectage effectué par ses membres dont Youenn Chapalain : Ar Bellenn commence par une ballade (Dimezomp hon daou va dousig), suivie de la célèbre dañs Round pagan, la mélodie de l'île de Batz Enez Vaz et des gavottes du Bas-Léon.
Elven s'entoure de sept violonistes, deux clarinettistes, un accordéoniste et Vyolaine pour un chant en breton d'un air du Léon. Pour son retour dans l'élite, le bagad Karaez choisit une suite du pays de Kernevodez, qui séduit le jury en se plaçant 8e. Bro Kemperle finit sur la 3e marche du podium, après avoir interprété Bran, création autour du corbeau et des mythes, composée du thème de Silvestrig, d’une gavotte du Bas Léon (Escale en Léon, Xavier Grall), de mélodies (gwerz Nedeleg interprété par Morgan Le Coz) et de ronds de Landéda, « unan, daou, tri(ton) ». La kevrenn Alre sort satisfaite de sa prestation, bien qu'au classement elle soit devancée par le voisin de Locoal-Mendon à la 5e place.

### Épreuve d'été à Lorient
Le concours a lieu dans le stade du Moustoir lors du Festival interceltique de Lorient 2015 le 8 août 2015, devant plus de 3 000 spectateurs.

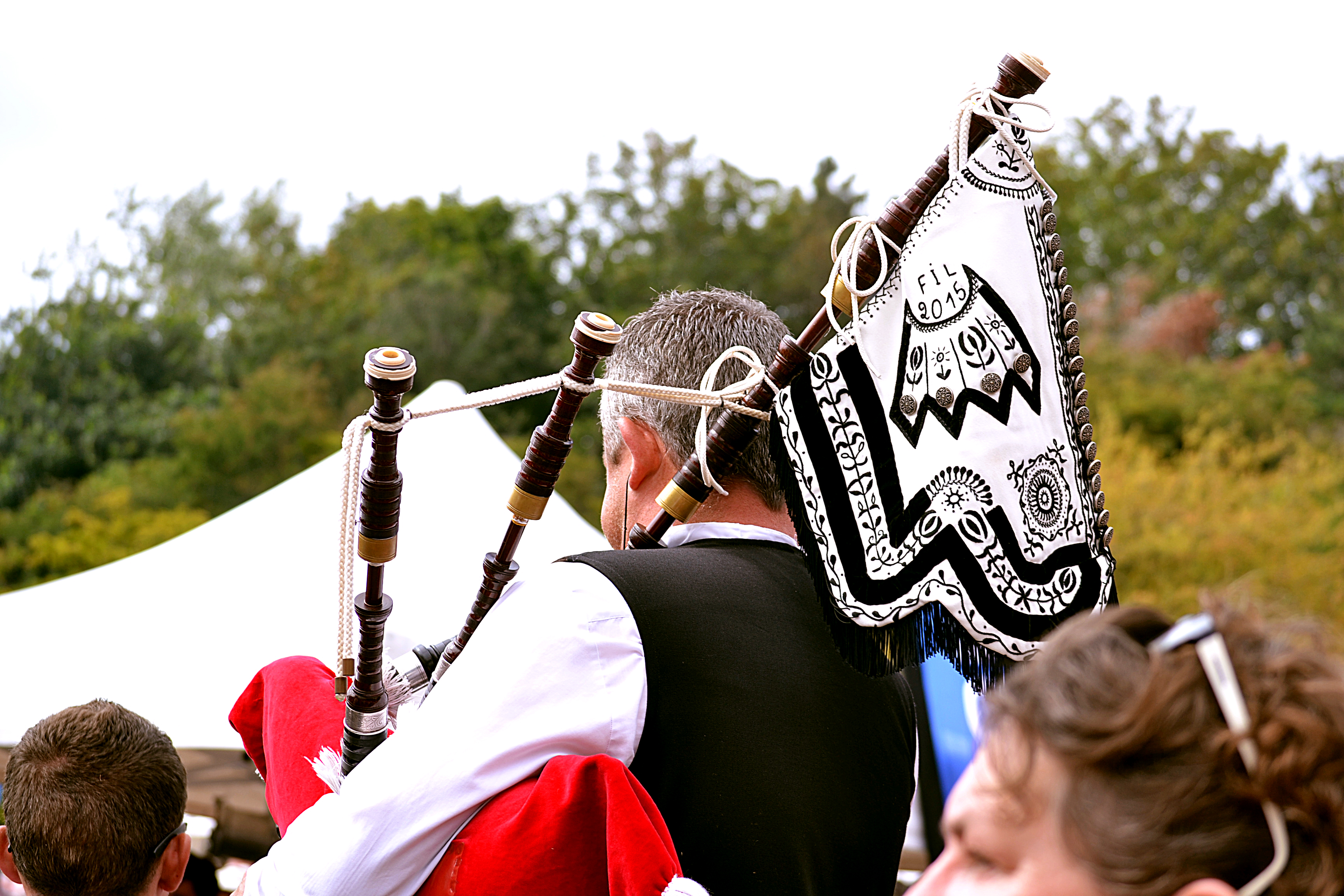
Cap Caval aborde le fanion « FIL 2015 » au lendemain de la victoire.

Quic-en-Groigne, arrivé avant-dernier à la manche de Brest, est le premier bagad à entrer dans l'arène, avec sa suite Sauve-qui-peut. Cap Caval réalise une suite vannetaise de mélodies, en droioù, laridés, hanter droioù, intitulée Na mé monet un dé d'er hoed, o, veid pasein me chagerin (J'allais un jour au bois pour soulager mon chagrin) ; l'équipe de 59 sonneurs décroche la première place.
Steven Bodénès, penn-soner du bagad Kemper, s'inspire des compositions de son emblématique prédécesseur pour composer la suite en hommage à Erwan Ropars, Kenavo le Grand Bleu. La commission musicale du bagad Melinerion rend également hommage à leur camarade « trop tôt disparu », Jonathan Laudanski : In Memoriam propose des ridées, six débridées, une mélodie inédite et des cercles circassiens. Après sa contre-performance Brestoise (9e), Vannes ne fait pas beaucoup mieux avec une 7e place à Lorient. Le bagad Roñsed-Mor réussi son pari : remonter au classement, et terminer 3e à Lorient et au général, avec une suite chantante, un kas a-barh et un clin d’œil mexicain. La suite de Beuzeg ar C'hab est composée de deux danses, un kost ar c'hoad et un laridé-gavotte, ainsi que d'une partie inspirée d'une mélodie Haloïka.
Brieg organise sa suite sur une complainte du Pays de Rennes intitulée Le retour du soldat. Le bagad Elven s'inspire d'une dizaine d'airs du Barzaz Breiz et invite une dizaine de musiciens, violonistes, clarinettistes et le chanteur Serge Plenier,. Les quimperois de Penhars jouent la suite Ur plac'h milliget et ceux du Moulin Vert jouent Vingt ans, référence au temps passé en première catégorie. Le penn-soner de la Kevrenn Alre, Loïc Le Cotillec, âgé de 20 ans, compose Tour tan Anna (la tour de feu d'Anna) qui fait se lever les spectateurs.
Bro Kemperle revisite l'histoire de Bran par une marche qui représente la bataille de Kerlouan, une mélodie qui rend l'attente en prison, une gavotte en trois parties symboliques de la légende. Il invite trois sonneurs de cornemuse écossais qui jouent avec le Scottishpower pipe-band , dont Chris Armstrong. Deux musiciens reconnus jouent également avec le bagad Karaez, Yann Goaz et Dominique Jouve dont leur répertoire de danse bretonne est mis à l'honneur dans la suite Kreiz-Breizh Dieub (Centre-Bretagne libre).
Après quatre années d'attente à la seconde place derrière le bagad Kemper, Cap Caval reconquiere le titre de Champion national des bagadoù.

## Deuxième catégorie

### Épreuve d'avril à Saint-Brieuc
La première manche du championnat des bagadoù de 2e catégorie se déroule le 1er mars à Saint-Brieuc. La salle L'Hermione de 1 500 places est comble. Le répertoire imposé est celui du pays vannetais-gallo.
Le bagad Saint-Nazaire remporte la manche, en démarrant notamment sa prestation par le bruissement de bambous, influencé par les musiques du monde. Le bagad Plougastell finit deuxième et utilise notamment des percussions empruntées à l'Afrique. Sonerien Bro Drege ouvre sa suite par La Complainte Julie, suivie par le morceau Ha ! Levez-vous les filles, des tours pour finir par une ridée de Guillac. Il monte sur la troisième marche du prodium. Mettons-nous donc à table est l'invitation faite par le bagad de Lorient, en présentant différents airs du répertoire de chanteurs du pays redonnais sous la forme d'un repas à Peillac.
Comme plusieurs bagadoù, le bagad Gwengamp connaît une baisse d'effectifs, ce qui l'amène à intégrer des sonneurs « qui n'ont pas l'expérience des concours et mal préparés au stress ». Il finit 12e sur 13 formations.

### Épreuve d'août à Lorient
La seconde manche se déroule à Lorient le 8 août lors du festival interceltique, aux abords du stade du Moustoir.
Bro Dreger se classe premier avec une note de 17,81. Tous les thèmes interprétés par le bagad font partie du répertoire du couple de sonneurs illustres du Trégor Gildas Moal et René Chaplain, présents avec le groupe sur scène, notamment le Ton bale eured Didier ha Catherine (marche nuptiale pour le mariage de Didier et Catherine) un morceau extrait de la suite An disput que le couple avait joué lors du Trophée Matilin an Dall, à Lorient, en 1995. Vainqueur de la première manche, l'ambition du bagad Saint-Nazaire est de retrouver la première catégorie qu'il a quitté l'année précédente. Bien qu'il se classe à la 4e place à Lorient, au classement général il est vice-champion du championnat.
La suite de Plougastell se déroule suivant une marche, des ronds de Saint-Vincent et une gavotte. Le bagad, arrivé deuxième à la première manche, réitère cette position mais termine 3e du classement, à quelque 5 milièmes de Saint Nazaire. Le bagad Landi intitule sa suite Lorient express 2015 et le bagad de Lorient présente Shaaaaa ba'n Davarn : un kas-a-barh, une danse des pays de Carnac et de Lorient, une mélodie et une dans-a-ruz du pays de Pont-Scorff. Le bagad Bro Konk Kerne joue une suite en trois temps, composée notamment d'une valse écrite par le penn-soner Fabien Page, inspirée d'un air traditionnel sénégalais, appris lors de leur échange à M'Bour, en avril.
Le bagad Bubri, accompagné par l'accordéoniste Maël Le Paih, reste en pays vannetais avec des traditionnels : Trugarekaat men dous, mélodie du pays de Baud, hanter dro, suite de gavottes pourlet avec des thèmes issus des sonneurs et chanteurs locaux, entendus notamment lors du trophée Pierre Bédard. Il termine 12e. Après avoir fini avant-dernier, le bagad Gwengamp espère se démarquer avec une suite de gavottes des montagnes composée et arrangée par Iwan Ellien. Finalement, il termine à égalité avec Bubri : après avoir évolué en première catégorie de 2002 à 2010, puis pendant 5 ans en seconde catégorie, il descend en troisième catégorie.

## Troisième catégorie

### Préparation
Après la montée de Nantes et de Clichy en seconde catégorie, trois nouveaux ensembles font leur entrée en troisième catégorie : Combrit (après deux ans en 4e), Hennebont et Le Faouët. Boulvriag fête ses 20 ans.

### Épreuve de printemps à Vannes
La première manche du concours a lieu le 15 mars, à guichet fermé au palais des arts à Vannes. Quinze formations y participent, soit environ 600 musiciens. Parmi elles, il y a six formations morbihannaises : quatre bagadoù (Ploërmel, Camors, Hennebont, Le Faouët) et deux bagadig (Pontivy et Auray). Le thème imposé conduit les sonneurs aux pays Fañch, Goueloù et bro Dreger.
Camors présente une suite nommée De Kamorh au Tregor : les loups s'en vont au Nord, une création récompensée par la première place du classement. Pour Boulvriag, la mélodie du Trégor An dragon ouvre la suite plinn Stankoc'h-stankañ paziou ar plinn : un proverbe breton qui signifie frappe la terre du pied mais, surtout, garde les yeux levés. Hiziv Bro an Henbont propose également une suite plinn, avec une partie de danse (ton simple, bal, ton double), suivie d'un cantique et qui s'achève par une polka plinn. La suite plinn de Sant Brieg se base sur le répertoire du sonneur Daniel Philippe, huit fois champion de Bretagne des sonneurs en couple. Le bagad Eostiged ar Menez, habituellement pénalisé pour son effectif insuffisant, intègre le bagadig, lui permettant d'incorporer un contre chant, avec des airs simples, mais qui évoluent tout au long de la mélodie.

### Épreuve de juillet à Quimper
La finale a lieu le 25 juillet, dans le cadre du festival de Cornouaille à Quimper, aux jardins de l'évêché, dans l'enceinte de l'Espace Per Jakez Hélias.
Les 35 musiciens du bagad de Camors se rendent à Quimper avec pour objectif de « conforter cette 1re place et de monter en 2e catégorie ». Leur création Bull of the time séduit le jury qui classe le bagad premier du concours et donc du championnat. Le Bagad Glazik Kemper, sous la direction de Kevin Loussouarn, se classe 2e avec sa suite Ar Moign.
Troisième, Hiziv réalise une troménie musicale en pays breton, Tro Breizh 2015 : une trikot, danse du pays vannetais, un plinn, du pays Fanch, une mélodie de Bourbriac et, pour finir, une gavotte d'honneur, danse du pays Bigouden. Boulvriag termine 4e avec sa suite Etrezek ar Meneziou Du (par-delà les Montagnes noires). Le bagad Kombrit est 5e en interprétant une suite en hommage à Michel Mahéo, président de l'association pendant 19 ans, décédé en mai.

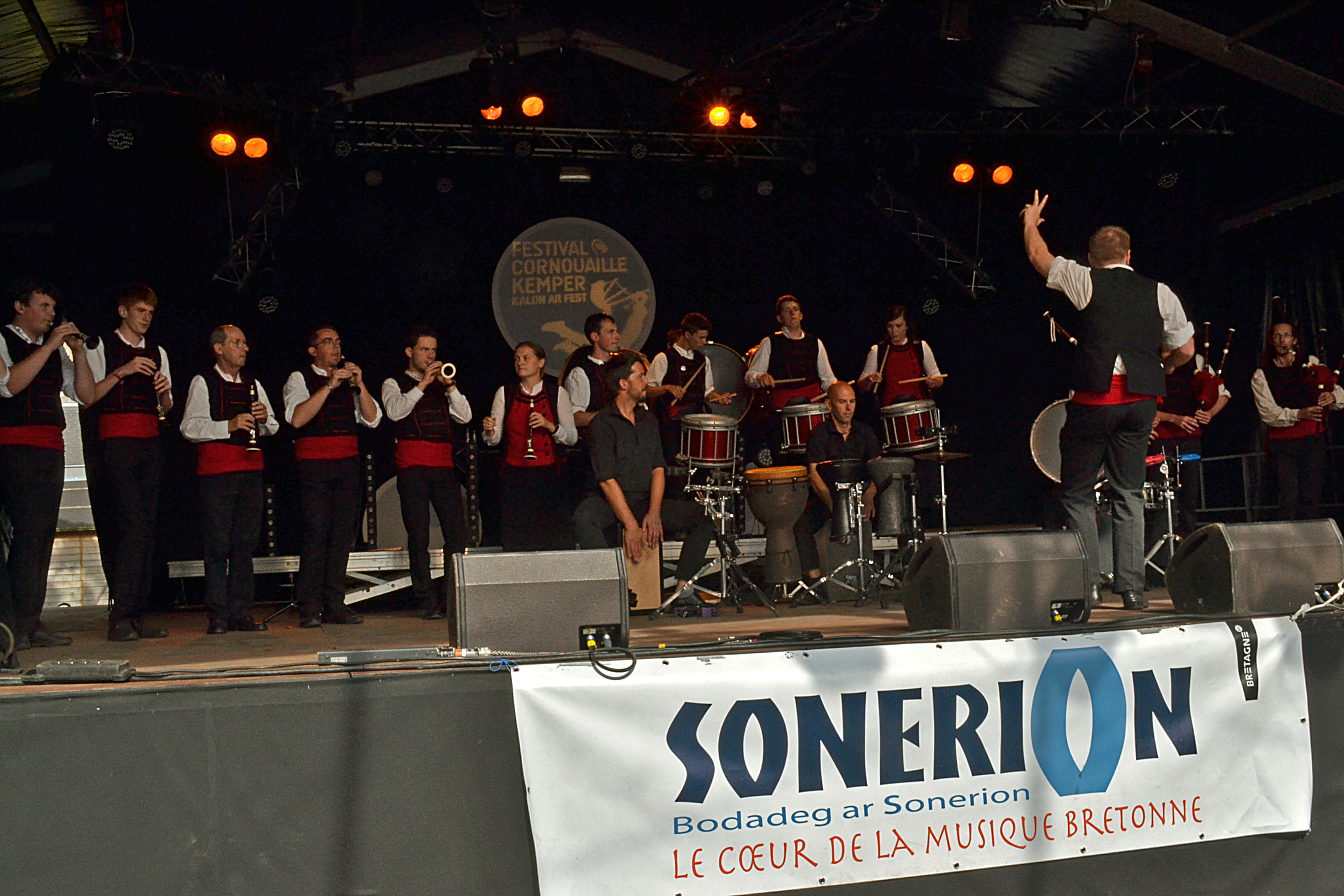
Sonerien Bro Montroulez
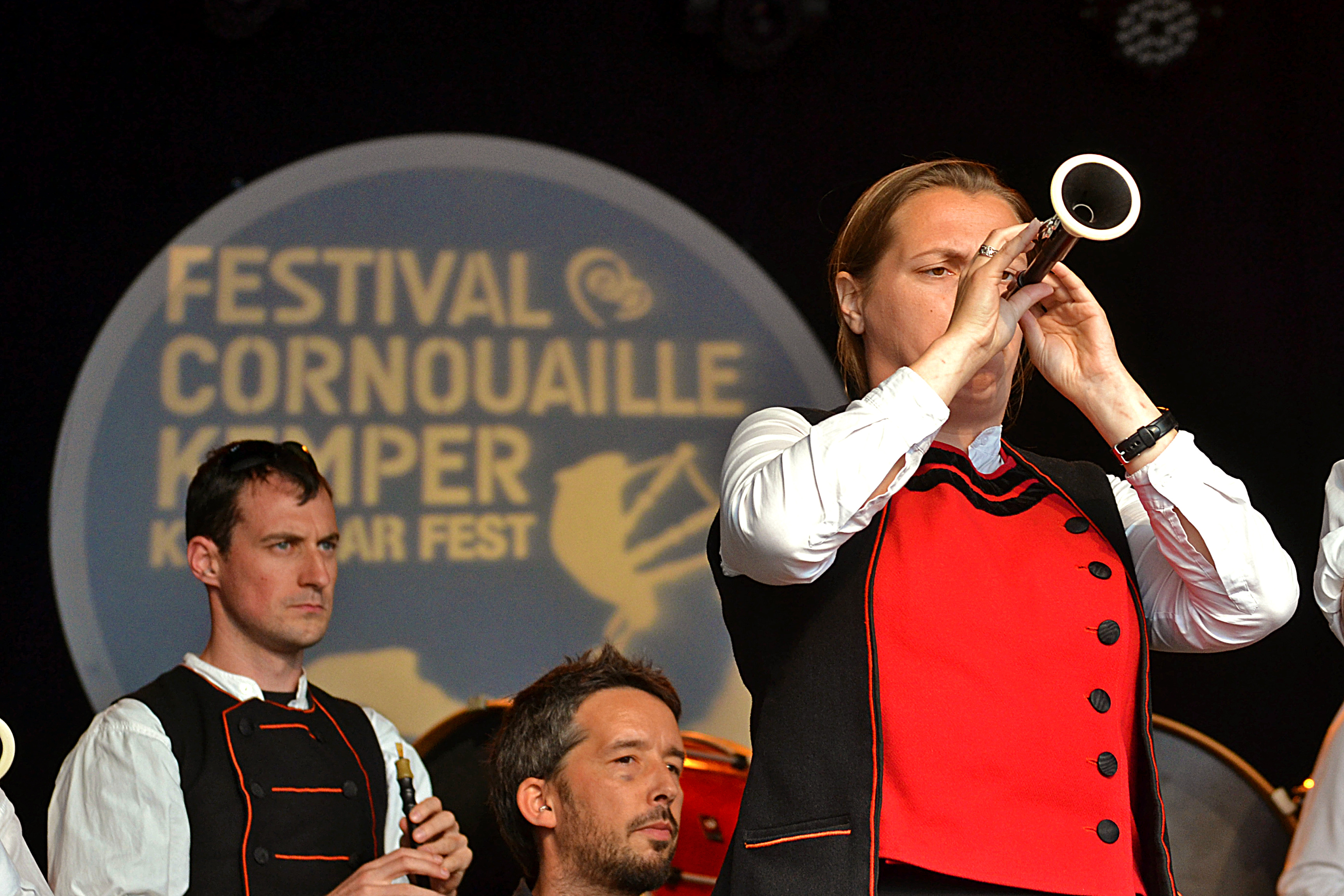
Sonerien Bro Montroulez
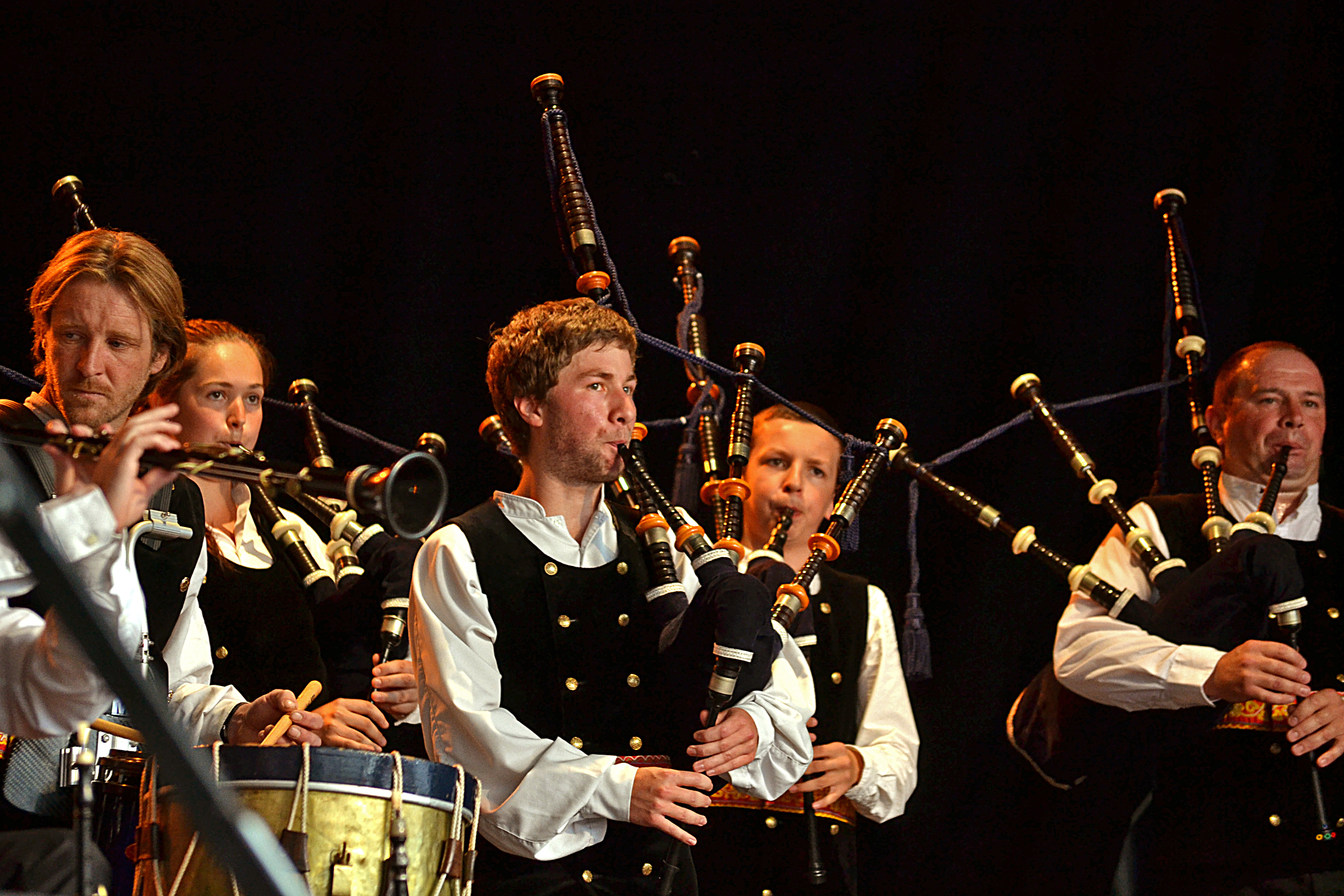
Bagad Eostiged Ar Mene
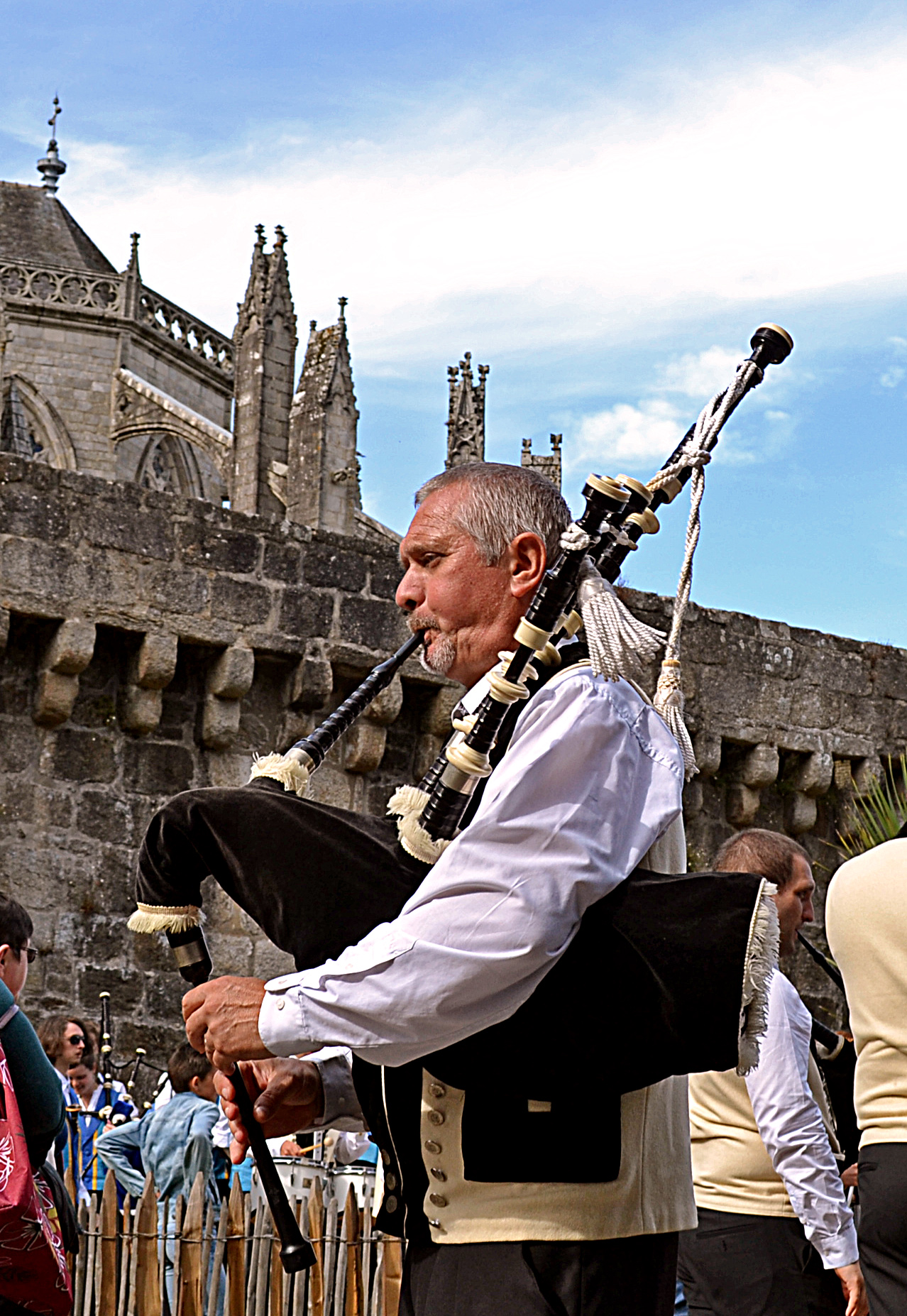
Kerlenn Pondi
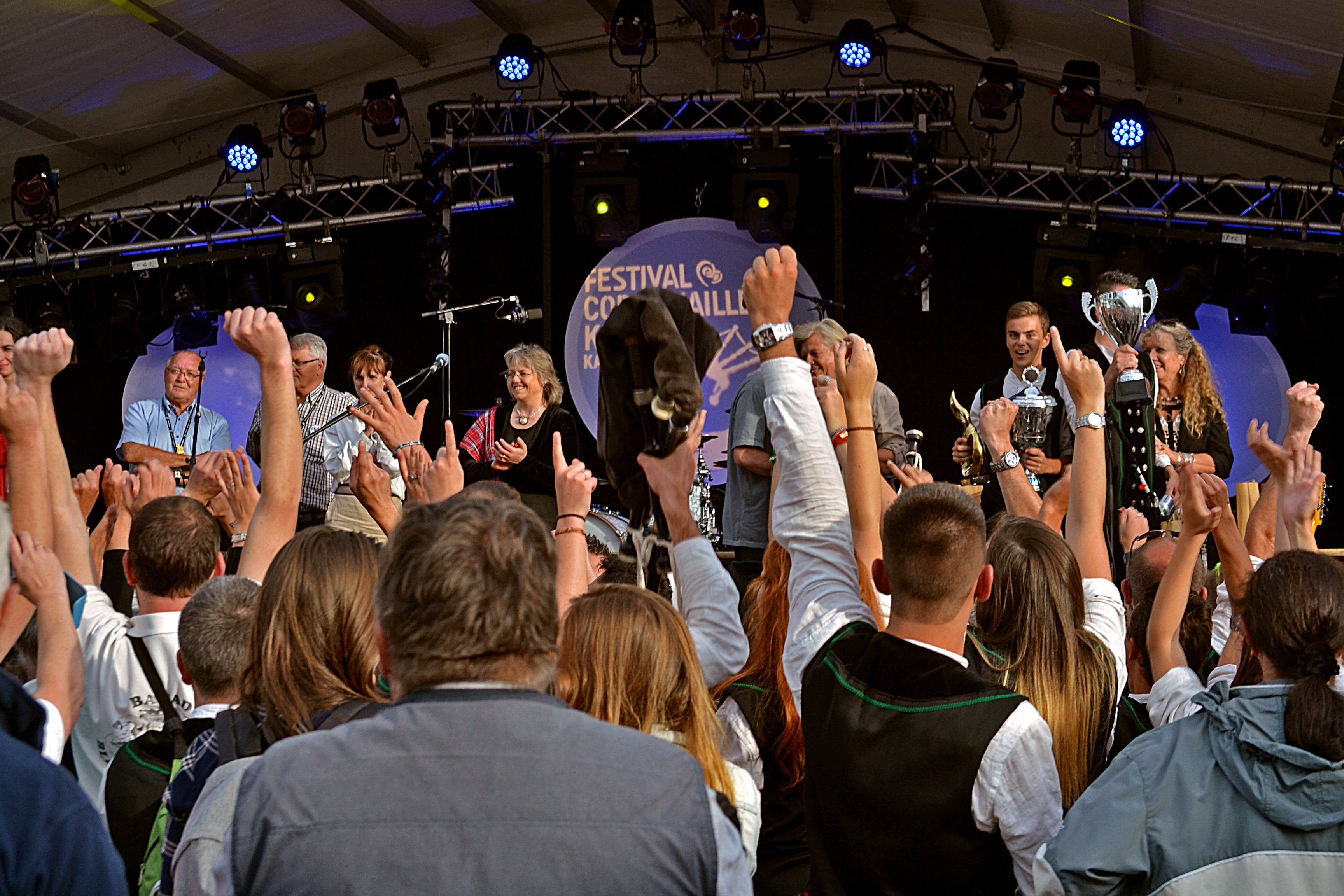
Annonce des résultats
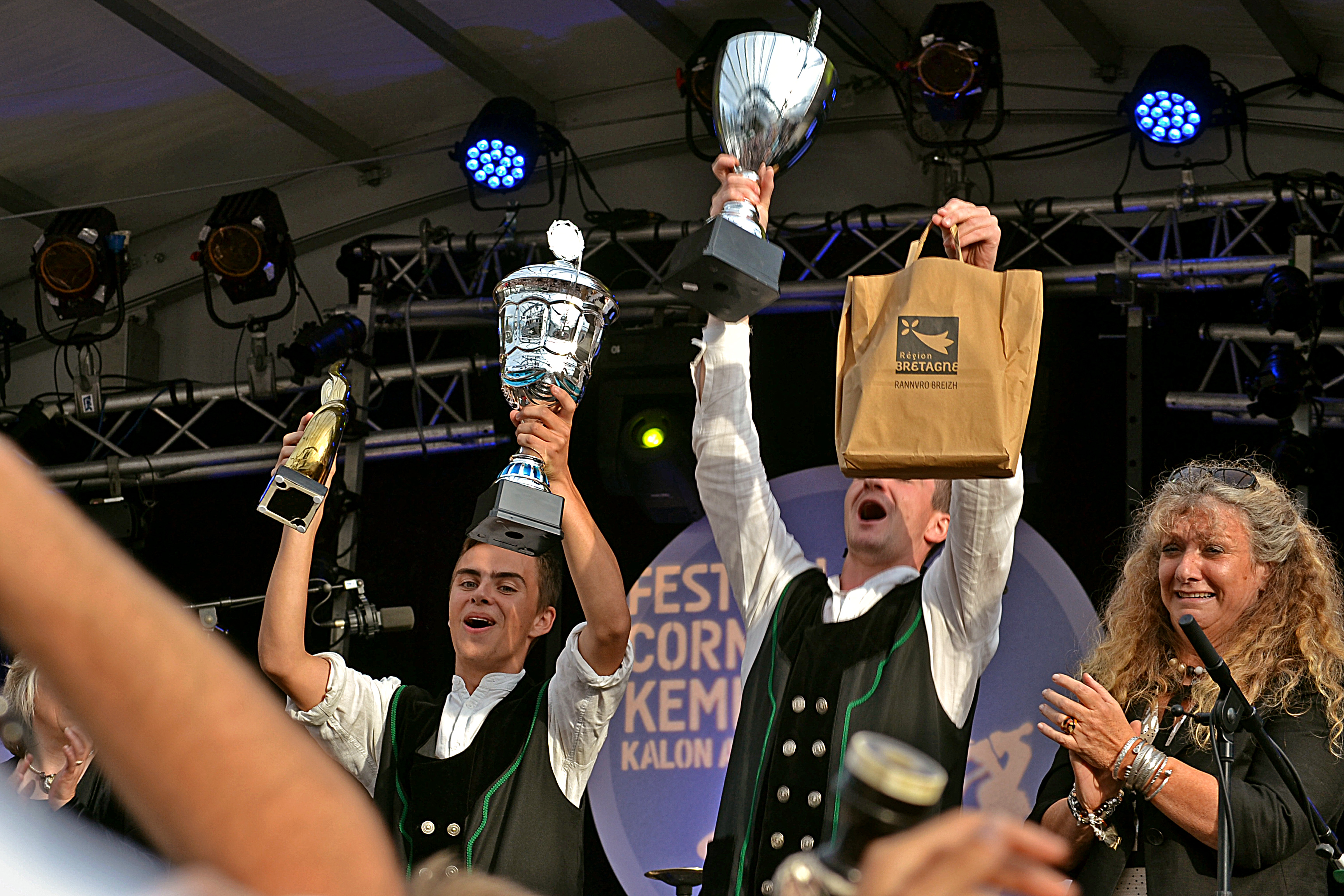
Bagad Bleidi Kamorh

## Quatrième catégorie

### Épreuve de printemps à Pontivy
Le 6 avril, les 21 ensembles, soit près de 500 musiciens, se succèdent au Palais des Congrès de Pontivy. Le but des concurrents est de finir dans les premiers de leur poule afin de concourir en catégorie A à Dinard. Le terroir imposé est celui du Vannetais gallo et du pays guérandais, avec l'air commun composé de deux marches du pays gallo.
Des formations proviennent d'autres régions françaises : Roanne pour le bagad Avel Mor (Loire), Vire-Saint-Lo (Normandie) et Athis-Mons pour Dalc'h Mat (Essonne). Le penn-soner Fabien Grelier, 25 ans, dirige le Bagad Ar Balan Aour et apporte une touche moderne, presque rock, en plaçant une batterie avec une percussionniste au centre de la scène.
Le bagad Dalc'h Mat d'Athis-Mons et le bagad An Hanternoz, de Dol-de-Bretagne, remportent la première manche, en arrivant chacun premier de sa poule.

### Épreuves d'été à Dinard et Lorient
Les dix premiers de la première épreuve se retrouvent pour la finale de la poule A qui se tient le 18 juillet à Dinard, dans le cadre du festival Happy Deiz. Pour la première fois, une épreuve de la compétition se déroule en Ille-et-Vilaine, après une tentative infructueuse à Saint-Malo deux années plus tôt, et alors que Sonerion cherche à développer ses activités dans l'est de la Bretagne,. La ville obtient ainsi l'organisation des épreuves de 4e catégorie après avoir été pressentie pour la 5e catégorie.

## Cinquième catégorie
Le concours départemental Sonerion Penn ar Bed a lieu à Quimper, aux jardins de l'évêché, le 16 mai. L'air imposé est Mod glazig du sud Cornouaille. Le podium est composé de « locaux » : le bagadig Kemper en tête, celui de Brieg en 2e position, suivi du bagadig ar Meilhoù Glaz. Le bagad Men Ru remporte le concours départemental de Sonerion Bro Roahzon à Dol-de-Bretagne. Le bagad Arvorizion Karnag (Les gars de la côte) de Carnac remporte le concours du "Sud" à Vannes, face aux bagadig de Saint-Nazaire et Camors et les bagadoù de Lanester, Rhuys et Theix.
La finale a lieu le 14 juillet lors de la 17e édition de Bagadañs à Carhaix. 21 formations y participent : le bagad Arvorizion de Carnac est sacré champion avec la note de 16,63, suivi du bagadig Quic-en-Groigne de Saint-Malo (15,75) et du bagad de Montfort-sur-Meu (15,25). Quic en Groigne, qui accède à la 4e catégorie, obtient également le prix d'interprétation de la marche imposée.

## Synthèse des résultats
Légende

### Résultats de la première catégorie
| \| Quimper Cap Caval Alre Roñsed-Mor Pondi Quic-en-Groigne Brieg Kemperle Melinerion Beuzeg Elven Karaez Pañvrid \| Localisation des bagadoù de première catégorie · Quimper compte 3 bagadoù en première catégorie : · Kemper, Penhars et Meilhoù Glaz. |
| Quimper Cap Caval Alre Roñsed-Mor Pondi Quic-en-Groigne Brieg Kemperle Melinerion Beuzeg Elven Karaez Pañvrid |

| Quimper Cap Caval Alre Roñsed-Mor Pondi Quic-en-Groigne Brieg Kemperle Melinerion Beuzeg Elven Karaez Pañvrid |

### Résultats de la deuxième catégorie
| \| Naoned Saint-Nazaire Bro Dreger An Oriant Naoned Plougastell Konk Kerne Landi Bro Landerne Bro an Aberiou Bro Felger Sant-Ewan Bubry Cesson-Sévigné \| Localisation des bagadoù de deuxième catégorie. · Le bagad Keriz est situé à Clichy. |
| Naoned Saint-Nazaire Bro Dreger An Oriant Naoned Plougastell Konk Kerne Landi Bro Landerne Bro an Aberiou Bro Felger Sant-Ewan Bubry Cesson-Sévigné                                                                                            |

| Naoned Saint-Nazaire Bro Dreger An Oriant Naoned Plougastell Konk Kerne Landi Bro Landerne Bro an Aberiou Bro Felger Sant-Ewan Bubry Cesson-Sévigné |

### Résultats de la troisième catégorie
| \| Glazik Kemper Bleidi Kamorh Alre Sant Brieg Pondi Plouha Boulvriag Brest Sant Mark Blouarzel Hiviz Montroulez Bagad Kadoudal Eostiged Ar Menez Le Faouët Kombrid \| Localisation des bagadoù de troisième catégorie |
| Glazik Kemper Bleidi Kamorh Alre Sant Brieg Pondi Plouha Boulvriag Brest Sant Mark Blouarzel Hiviz Montroulez Bagad Kadoudal Eostiged Ar Menez Le Faouët Kombrid                                                       |

| Glazik Kemper Bleidi Kamorh Alre Sant Brieg Pondi Plouha Boulvriag Brest Sant Mark Blouarzel Hiviz Montroulez Bagad Kadoudal Eostiged Ar Menez Le Faouët Kombrid |

### Résultats de la cinquième catégorie
| \| Arvorizion Karnag Quic-en-Groigne Men Ru Kemper Brieg Dor Vras Pouldregad Sant Nazer \| Localisation des bagadoù de cinquième catégorie |
| Arvorizion Karnag Quic-en-Groigne Men Ru Kemper Brieg Dor Vras Pouldregad Sant Nazer                                                       |

| Arvorizion Karnag Quic-en-Groigne Men Ru Kemper Brieg Dor Vras Pouldregad Sant Nazer |